# 羅塞塔
羅塞塔（英語：Rosetta），亦稱拉希德，為埃及的港口都市。位於尼羅河三角洲西北部，距羅塞塔河口約13公里，人口約4萬人。
建於九世紀，是地中海地區與印度貿易的重要中繼站。

## 人口
羅塞塔的人口於1980年代開始逐倍增加，1983年時為36,711人，1986年增長為51,789人，至1996年，已然擁有58,432人。

## 羅塞塔石碑

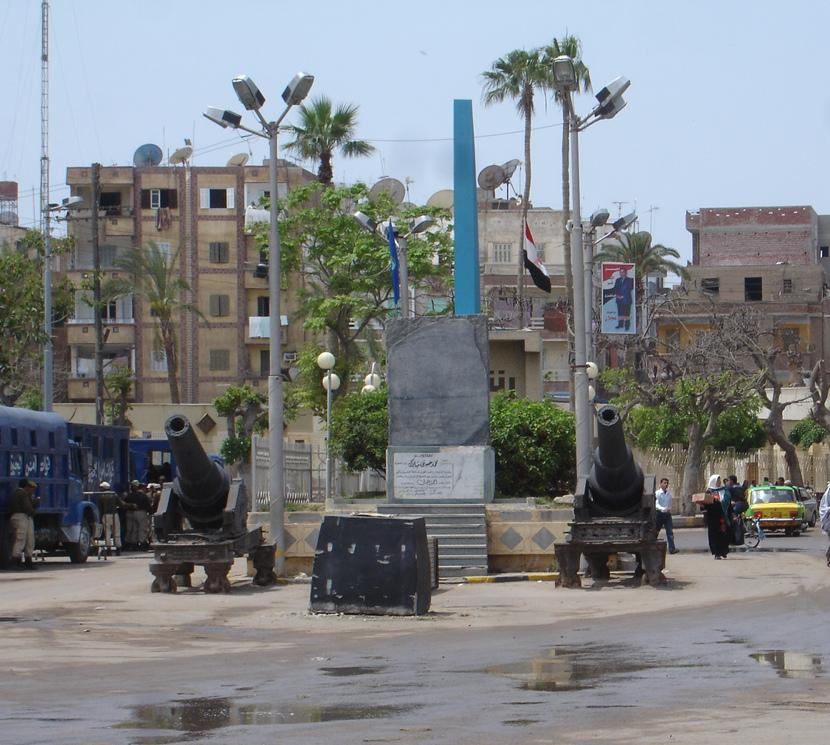
罗塞塔市中心的罗塞塔石碑仿制品

羅塞塔石碑是一塊於1799年時，在羅塞塔附近發現、製作於公元前196年的大理石石板，上面刻有用聖書體、世俗體和古希臘文寫成的詞文，是研究古埃及象形文字的重要史料。在英法兩國的戰爭之中輾轉到英國手中，自1802年起保存於大英博物館中並公開展示。

## 圖片

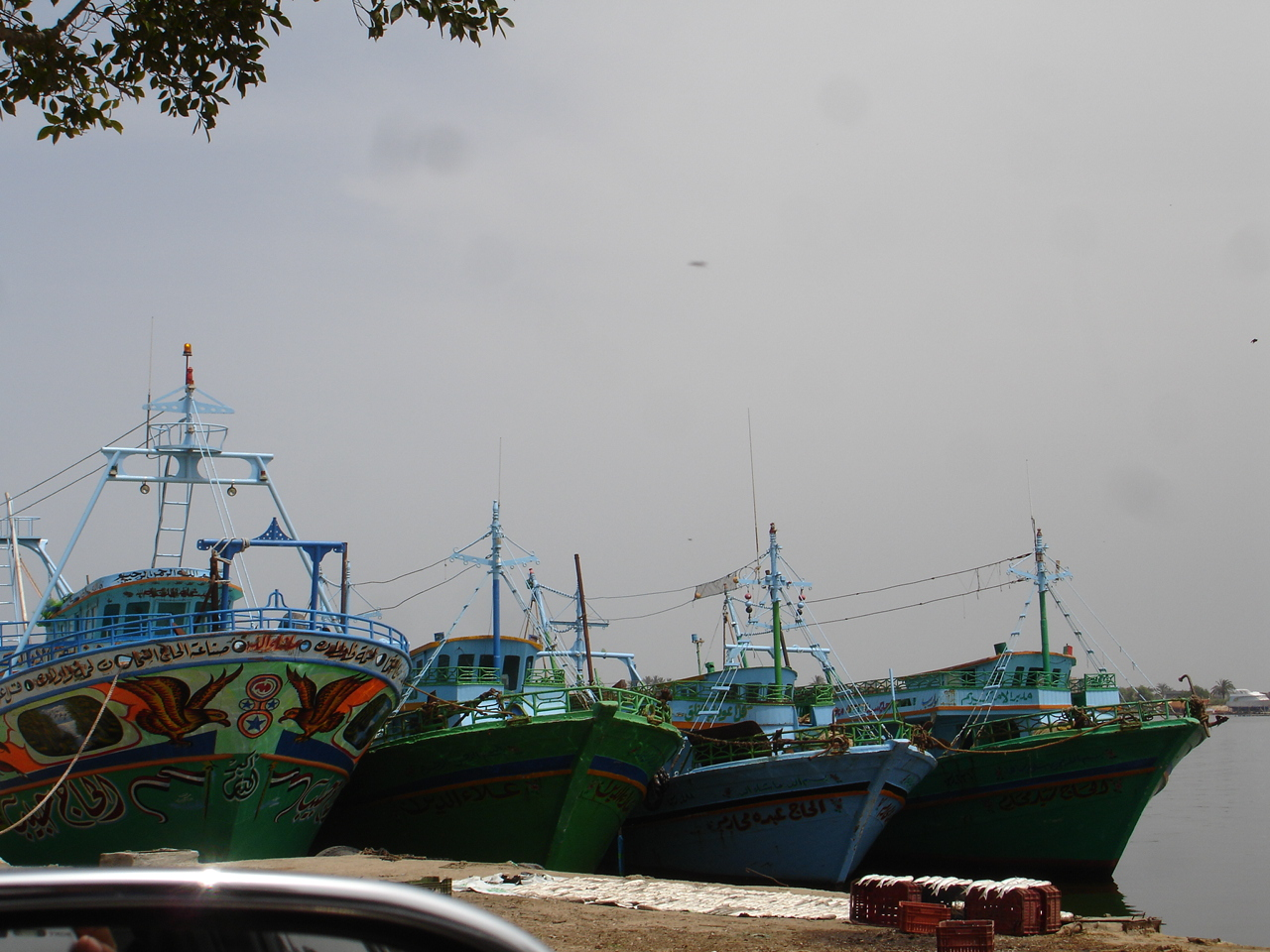
停靠於羅塞塔之青豆色船隻

## 外部連結
- Thomas Brinkhoff：City Population, http://www.citypopulation.de Archived 2012-04-04 at WebCite Egypt statistics （页面存档备份，存于）
- Detailed map of Egypt（with many ancient temples）：UniMaps-Egypt （页面存档备份，存于）